# Миладин Зорић (сликар)
Миладин Зорић (Нови Сад, 26. јуна 1974) српски је сликар.

## Биографија
Зорић је завршио средњу школу за дизајн „Богдан Шупут“, одсек графички дизајн у Новом Саду, а затим дипломирао на Академији уметности 1999. године, такође у Новом Саду, одсек ликовни, смер сликање у класи професора Милана Блануше. Студијска истраживања вршио у Бајројту (Немачка), Алфену на Рајни и Ротердаму (Холандија). Одбранио дипломски рад из области интермедијалних истраживања на тему „преламање светлости“.
Под акронимом MIZO присутан на алтернативној уметничкој сцени и у иностранству. До сада аутор је неколико серијала слика: APOCALYPTICA (1999), FUSIO (2000), ANASTASIS (2002-2005), PHANTASMA (2008), VISION (2010) и BIZAR MUNDO (2012) године. Истрајава у сталном стваралачком и уметничком раду као и у непрестаном стручном усавршавању. Добитник признања „Млади долазе“ 2005. године на конкурсу Галерије Српске академије наука и уметности огранак у Новом Саду.
Кроз ликовне колоније, групне изложбе и стручне семинаре константно присутан на новосадској уметничкој сцени. Ликовну критику о уметничком раду дали су: Андреј Тишма (мултимедијални уметник и теоретичар уметности, редакција листа Дневник за културу), Вера Зарић (академски сликар), Жељко Дрљача (академски сликар), Милош Арсић (музеј савремене уметности Нови Сад), мр. Данило Вуксановић (галерија Матице српске), Златко Тешан и Сабина Станковић академски сликари.

## Самосталне изложбе
- 1998.год.- Велики хол Академије уметности Нови Сад
- 1999.год.- Night club „EL DORADO“- Бачка Паланка
- 2001.год.- „АТЕЉЕ“- Нови Сад
- 2002.год.- „Салон СИМПО“- Суботица
- 2005.год.- Галерија САНУ (Српске Академије Наука и Уметности) огранак у Новом Саду
- 2010.год.- Галерија Културног центра Бачка Паланка
- 2012.год.- Музеј града Бачка Паланка (велика сала)
- 2013.год.- „Уска кафе“- Бачка Паланка – фантастични светови
- 2015.год.- Галерија културног центра Врбаса
- 2016.год.- Галерија Матице српске,Кошница,22 српска савремена аутора-Нови Сад